# 노르뒤르이사피아르다르시슬라
노르뒤르이사피아르다르시슬라(아이슬란드어: Norður-Ísafjarðarsýsla)는 아이슬란드의 주이다. 이 주는 서피요르 지역에 있다.